# Astragalus harsukhianus
Astragalus harsukhianus är en ärtväxtart som beskrevs av Karl Heinz Rechinger. Astragalus harsukhianus ingår i släktet vedlar, och familjen ärtväxter. Inga underarter finns listade i Catalogue of Life.